# Dawid Binemann-Zdanowicz
Dawid Binemann-Zdanowicz (ur. 14 listopada 1949) – polski adwokat i działacz społeczny, doktor nauk prawnych, w latach 1997-2012 członek naczelnych władz Kościoła Ewangelicko-Augsburskiego w Rzeczypospolitej Polskiej, dziennikarz prasowy, autor publikacji naukowych i popularnonaukowych, nauczyciel akademicki.

## Życiorys
Urodził się w rodzinie inteligenckiej na zesłaniu w dniu 14 listopada 1949 w Północnym Kazachstanie. W wyniku sowieckich represji wcześnie utracił rodziców. Szkołę średnią ukończył jako wychowanek domu dziecka. Absolwent Wydziału Prawa i Administracji Uniwersytetu Jagiellońskiego w Krakowie. Po studiach odbył aplikację prokuratorską w Toruniu, a następnie pracował w PAN oraz w Instytucie Problematyki Przestępczości w Warszawie.
W 1979 został wpisany na listę adwokatów Okręgowej Izby Adwokackiej w Toruniu.
Prowadzi kancelarię adwokacką we Włocławku i w Warszawie. W latach 1986–1995 obrońca wojskowy przed Sądem Pomorskiego Okręgu Wojskowego w Bydgoszczy. Pochodzi z rodziny polsko-niemieckiej, zwolennik pojednania polsko-niemieckiego. Zaangażowany aktywnie w ruchu ekumenicznym na rzecz jedności wszystkich chrześcijan. Członek Ogólnopolskiego Stowarzyszenia Społecznego "Misja Pojednania", odznaczony Komandoria Missio Reconciliationis. Członek Parafii Ewangelicko-Augsburskiej w Toruniu, w latach 1999-2017 prezes Polskiego Towarzystwa Ewangelickiego w Toruniu.
W latach 1997–2012 członek Synodu Kościoła Ewangelicko-Augsburskiego w Rzeczypospolitej Polskiej i członek Synodalnej Komisji ds. Prawnych. W latach 2007–2012 kurator diecezji pomorsko-wielkopolskiej KEA i wiceprzewodniczący Rady Synodalnej Kościoła Ewangelicko-Augsburskiego w Rzeczypospolitej Polskiej. Od 2007 roku przewodniczący Komisji Historycznej Kościoła Ewangelicko-Augsburskiego, badającej przeszłość Kościoła w epoce totalitaryzmu. Wielokrotnie reprezentował Kościół Ewangelicko-Augsburski w Rzeczypospolitej Polskiej poza granicami kraju, na synodach i międzynarodowych konferencjach naukowych[8],[9],[10],[11],[12].
Obok praktyki zawodowej zajmuje się także problematyką prawa wyznaniowego, a zwłaszcza ustrojem Kościoła Ewangelicko-Augsburskiego w Polsce oraz restytucją mienia ewangelickiego. Reprezentuje Kościół Ewangelicko-Augsburski w RP w pracach Komisji Regulacyjnej MSWiA w Warszawie. Na mocy uchwały Rady Wydziału Prawa i Administracji Uniwersytetu Warszawskiego z dnia 23 września 2019 r. uzyskał stopień doktora nauk społecznych w dyscyplinie nauki prawne, na podstawie rozprawy doktorskiej pt. "Uregulowanie stanu prawnego nieruchomości Kościoła Ewangelicko-Augsburskiego w III RP". W latach 2019–2021 adiunkt w Kujawskiej Szkole Wyższej we Włocławku. 
Dawid Binemann-Zdanowicz pracę adwokacką łączy z działalnością literacką i dziennikarską. Jest autorem powieści oraz wielu felietonów i artykułów z zakresu publicystyki, prawa i historii. Związany emocjonalnie z Ciechocinkiem, przez wiele lat był wiceprezesem Towarzystwa Przyjaciół Ciechocinka. Członek Związku Sybiraków, doradca prawny Zarządu Głównego Związku Kombatantów Rzeczypospolitej Polskiej oraz Byłych Więźniów Politycznych w Warszawie. W czerwcu 2023 r. na VIII Kongresie Związku Kombatantów Rzeczypospolitej Polskiej i Byłych Więźniów Politycznych w Warszawie został wybrany na wiceprezesa Zarządu Głównego.
Żonaty, żona Teresa adwokat, notariusz w stanie spoczynku. Posiada dorosłego syna, informatyka, który doktoryzował się na Uniwersytecie Christiana-Albrechta w Kilonii. Hobby: turystyka i sporty wodne. Organizator licznych spływów kajakowych Wisłą i rzekami Pomorza. W latach osiemdziesiątych aktywny członek Jacht Klubu Marynarki Wojennej „Kotwica” w Gdyni.